# Abdessattar Ben Moussa
Abdessattar Ben Moussa (arabe : عبد الستار بن موسى), est un avocat et militant des droits de l'homme tunisien.
Il préside la Ligue tunisienne des droits de l'homme (LTDH) entre 2011 et 2016.

## Biographie
En 2009, il soutient la candidature d'Ahmed Néjib Chebbi à l'élection présidentielle avec un collectif de personnalités indépendantes, dont l'avocat et opposant Ayachi Hammami et le militant des droits de l'homme Khemaïs Chammari.
Le 17 janvier 2011, le « gouvernement d'union nationale » constitué à la suite de la révolution annonce, lors de sa formation, la levée définitive de l'interdiction de l'ensemble des activités de la ligue sur le territoire tunisien. Au terme du sixième congrès présidé par Mohamed Salah Fliss, le 23 septembre 2011, l'ancien bâtonnier Abdessattar Ben Moussa est élu président de la LTDH, devançant Anouar Koussari et succédant ainsi à Mokhtar Trifi qui ne se représentait pas.
La LTDH est l'une des composantes du quartet du dialogue national qui obtient le prix Nobel de la paix 2015 pour son succès dans la mission qui a abouti à la tenue des élections présidentielles et législatives ainsi qu'à la ratification de la nouvelle Constitution en 2014.
En 2017, il est nommé par le président de la République tunisienne comme médiateur administratif. 

## Distinctions
- Grand officier de l'Ordre de la République tunisienne[6] ;
- Commandeur de l'Ordre de la Légion d'honneur[7] ;
- Docteur honoris causa de l'université Paris-Dauphine[8].